# Antonio Capuzzi
Giuseppe Antonio Capuzzi (1 de agosto de 1755 - 28 de marzo de 1818) fue un violinista y compositor italiano.

## Biografía
Fue enviado a Venecia para estudiar violín con Antonio Nazari y composición con Ferdinando Bertoni, el director de la banda de la Basílica de San Marcos. A partir de 1780, fue concertino de la orquesta de los teatros San Samuele, Sam Benedetto y San Moisè. Desde 1785 fue miembro de la capilla de la Basílica de San Marcos y, desde 1792, primer violinista de la ópera La Fenice. Después de la ocupación de Venecia por las tropas de Napoleón, en mayo de 1797 y el consiguiente fin político de la República de Venecia, se mudó a Bérgamo, donde fue nombrado concertino y director de la orquesta de la corte de la Basílica de Santa María la Mayor y de la orquesta del Teatro Riccardi.
Durante su vida, Capuzzi fue considerado un compositor innovador, un importante profesor y un virtuoso instrumentista.
Los éxitos musicales de Capuzzi le llevaron a recibir sendas ofertas de Rusia e Inglaterra. La oferta de Rusia vino de Catalina la Grande, pero Capuzzi la rechazó, probablemente por vínculos con su tierra natal y por amor al público, al que siempre “encantaba con su interpretación”.
Aunque fue popular en su tiempo, la mayoría de su música está ahora olvidada. La pieza más comúnmente ejecutada, hoy en día, es su Concierto para contrabajo que fue dedicado a Kavalier Marcantonio Montenigo y que, supuestamente, era para interpretarlo en ese instrumento. La obra sólo sobrevive en una copia que procede de la herencia del virtuoso del bajo Domenico Dragonetti. Lo legó en su testamento a su amigo y editor Vincent Novello, quien a su vez cedió el manuscrito al Museo Británico en 1849. El segundo y tercer movimiento (andante y rondó) del concierto a veces también son interpretados por otros instrumentos bajos (trombón, bombardino y tuba). Ocasionalmente también se interpretan, por orquestas de cámara, los quintetos de cuerda de Capuzzi.
Falleció en Bérgamo el 28 de marzo de 1818, nueve días después de sufrir un derrame cerebral o un infarto en medio de un concierto en Santa María la Mayor.
Tras su muerte, el compositor alemán Simon Mayr compuso un réquiem y la cantata Per la morte di Antonio Capuzzi  (cantata a 2 voces, texto de Muletti, coro y orquesta, 1818, Bérgamo) y el italiano Gaetano Donizetti, la sinfonía en re menor per la morte di Capuzzi.

## Obras
La obra compositiva de Capuzzi, de la que sólo se conserva una fracción, se puede dividir en tres fases:

### Primera fase creativa
En el período de 1775 a 1790, Capuzzi escribió principalmente obras de música de cámara:
- 18 cuartetos de cuerda (cada uno en tres grupos de seis, de los cuales la primera y la segunda serie fueron publicadas por la editorial Artaria en Viena en 1780 y 1787, mientras que el segundo ciclo apareció en 1780 por Innocente Alessandri y Pietro Scattaglia en Venecia)
- Quintetos de seis cuerdas con dos violas op. 3 (probablemente publicado hacia 1785 por Antonio Zatta e figli en Venecia)
- 6 divertimentos para violín y contrabajo
- 6 sonatas para violín y contrabajo
- 3 conciertos para grupos de solistas y orquesta
- Varios conciertos para violín y orquesta.

### Segunda fase creativa
Entre 1790 y 1804 creó principalmente obras escénicas, incluidas cinco óperas:
- Cefalo e Procri, Favola in prosa con música, 1 acto, Padua, 1792 (libreto: Alessandro Ercole Conte Pepoli)
- Eco e Narciso, Favola, 1 acto, Venecia, 1793 (libreto: Alessandro Ercole Conte Pepoli)
- I Bagni d'Abano ossia La Forza delle prime Impresioni, Comedia, 2 actos, Venecia, enero de 1794, Teatro San Benedetto (libreto: Antonio Simeone Sografi según Carlo Goldoni)
- Sopra l'ingannator cade l'inganno ovvero I due granatieri, Farsa giocosa, 2 actos, 14 de enero de 1801, Venecia, Teatro Giustiniani San Moisè (libreto: Giuseppe Maria Foppa)
- La casa da vendere, Farsa giocosa, 1 acto, 4 de enero de 1804, Venecia, Teatro Sant'Angelo (libreto: Giulio Domenico Camagna)
- 20 ballets que se desarrollaban entre actos de obras de teatro y óperas en salas de Londres, Viena, Roma, Nápoles, Venecia, Milán, Vicenza, Florencia y Rávena. Entre estos, se encuentra La villageoise, estrenado en Londres en 1796.[2]

Sin embargo, todas las óperas y ballets se han perdido; sólo han sobrevivido algunas arias.

### Tercera fase creativa
En la tercera fase (1804-1818) volvieron a aparecer muchas obras instrumentales:
- 15 conciertos para violín y orquesta
- Algunas sinfonías, cantatas para voces solistas y orquesta, conciertos para violonchelo y orquesta, un concierto para flauta y orquesta y un sexteto para cuerdas e instrumentos de viento.